# Le Cœur du monde
Ne doit pas être confondu avec Le Cœur du monde de Natalia Mechaninova
Pour plus de détails, voir Fiche technique et Distribution.
Le Cœur du monde (Herz der Welt) est un film allemand réalisé par Harald Braun et sorti en 1952. Il a été présenté en compétition au Festival de Cannes 1952.

## Synopsis
Le film est centré sur la vie de la pacifiste autrichienne Bertha von Suttner (1843-1914) première femme à recevoir le Prix Nobel de la paix. Lors d'un voyage en train entre Berlin à Vienne en 1914, elle entend parler de tensions dans les Balkans et de la visite attendue de l'héritier austro-hongrois du trône Franz Ferdinand à Sarajevo, et à cette occasion passe en revue l'histoire de sa vie.

## Fiche technique
- Titre original : Herz der Welt
- Titre anglais : No Greater Love
- Réalisation : Harald Braun
- Scénario :  Harald Braun, Herbert Witt
- Photographie : Richard Angst
- Musique : Werner Eisbrenner
- Montage :  Claus von Boro
- Genre : Film dramatique, Film biographique
- durée : 113 minutes (1 h 53)
- Date de sortie : 
  - Allemagne de l'Ouest : 29 février 1952

## Distribution
- Hilde Krahl : Bertha von Suttner
- Dieter Borsche : Arthur von Suttner
- Werner Hinz : Basil Zaharoff
- Mathias Wieman : Dr. Alfred Nobel
- Käthe Haack : Baronne von Suttner
- Dorothea Wieck : Therese von Gobat
- Therese Giehse : Femme dans le train
- Paul Bildt : Fehrenbach
- Heinrich Gretler : Graf Fürstenberg
- Paul Henckels : Professeur Gutgesell
- Erich Ponto : Ministre
- Alfred Neugebauer : Baron von Suttner
- Wolfgang Liebeneiner

## Distinctions
- Le film a été présenté en sélection officielle en compétition au Festival de Cannes 1952[2].
- Dieter Borsche meilleur acteur aux Bambi Awards[3]